# Angela Köninger
Angela Köninger (* 1976 in Offenburg) ist eine deutsche Frauenärztin und Hochschullehrerin an der Universität Regensburg.

## Leben
Angela Köninger besuchte die Heimschule Lender in Sasbach und legte 1995 dort das Abitur ab. Sie studierte an der Albert-Ludwigs-Universität in Freiburg Humanmedizin. 2002 promovierte sie über das Cervixkarzinom im Pathologischen Institut der Universität Freiburg. Von 2002 bis 2004 war sie als Assistenzärztin in der Frauenklinik im Kantonsspital Nidwalden. Danach setzte sie ihre Assistenzarztzeit in Essen fort, erst im Evangelischen Bethesda-Krankenhaus und ab 2006 im Universitätsklinikum. 2008 absolvierte sie ihre Facharztprüfung für Frauenheilkunde und Geburtshilfe und 2014 die Schwerpunktprüfung für die Spezielle Geburtshilfe und Perinatalmedizin sowie die Qualifikation DEGUM Stufe II für Geburtshilfe/Gynäkologie. In der Frauenklinik des Universitätsklinikums Essen war sie seit 2011 Leitende Oberärztin für den Bereich Geburtshilfe und Pränatalmedizin. 2014 habilitierte sie sich an der Universität Duisburg-Essen zum Thema Neue Aspekte zu ovariellen Funktionsparametern wie dem Anti-Müller-Hormon im Kontext des polyzystischen Ovarsyndrom. Von 2019 bis 2020 absolvierte sie eine zusätzliche Ausbildung in der robotischen Chirurgie. 2020 nahm sie den Ruf für Frauenheilkunde und Geburtshilfe mit Schwerpunkt Geburtshilfe der Universität Regensburg an. Sie ist Chefärztin und Direktorin der Klinik und der Poliklinik für Frauenheilkunde und Geburtshilfe. In der Amtsperiode 2024–2026 ist sie Vizepräsidentin der Deutschen Gesellschaft für Gynäkologie und Geburtshilfe (DGGG).
Köninger ist Teil der sogenannten Lebensrechtsbewegung und setzt sich durch ihre Auftritte als Rednerin und Expertin gegen die Neuregelung von Schwangerschaftsabbrüchen ein. Auf dem „Leben Würde Kongress 2025“, einer Veranstaltung des Bundesverbands Lebensrecht, wird sie als Rednerin aufgeführt. Dort hielt ein Seminar mit dem Titel „Arbeiten im Gesundheitswesen – wie kann ich einer Pro-Life-Ethik treu bleiben?“. Anfang Dezember 2024 verschickte sie per E-Mail einen offenen Brief an Bundestagsabgeordnete, in dem sie die Abgeordneten dazu aufforderte, gegen den Gesetzentwurf zur Neuregelung von Schwangerschaftsabbrüchen abzustimmen.

## Schriften
- A. Köninger, P. Rusch, R. Kimmig: Successful myometrial closure over protruding Cesarean scar pregnancy. (2020)
- A. Köninger, U. Schwenk, A. Iannaccone, N. Koliastas, R. Kimmig: Uterine artery embolization in 17th week of pregnancy in AIP (abnormally invasive placenta) with life birth. accepted in IVIR. Theysohn (2020)
- A. Köninger, B. P. Nguyen, U. Schwenk, A. Iannaccone, J. Theysohn, R. Kimmig: Lebendgeburt und Uteruserhalt bei Cervixschwangerschaft. (2020)

## Auszeichnung
- Forschungspreis der Holm-Schneider-Stiftung (2020)